# Licínio Pinto Leite
Licínio Pinto Leite (Porto, 10 de Junho de 1844 – 1908) foi um banqueiro e político português.

## Biografia
Filho de Joaquim Pinto Leite (Oliveira de Azeméis, Vila de Cucujães, Gandarinha, c. 1820), irmão do 1.° Visconde da Gandarinha e 1.° Conde de Penha Longa e tio paterno do 2.° Visconde dos Olivais jure uxoris e 1.° Conde dos Olivais, e de sua mulher Emília Doroteia Monteiro.
Em 1872, matriculou-se em Filosofia e Desenho na Faculdade de Ciências da Universidade de Coimbra, e, no ano seguinte, em 1873, em Matemática, nas mesmas Faculdade e Universidade, curso no qual viria a obter a sua formatura em 1879.
Tornou-se banqueiro, aliando-se ao seu pai, formando a casa bancária Joaquim Pinto Leite & Filho.
Em 1881, quando se realizaram eleições, Licínio Pinto Leite concorreu pelo Círculo Eleitoral do Porto, fazendo parte da lista do Partido Regenerador. A eleição neste Círculo Eleitoral foi bastante disputada entre Licínio Pinto Leite, António Frutuoso Aires de Gouveia Osório, do Partido Progressista, e Augusto Alves da Veiga, do Partido Republicano Português, não tendo, nenhum dos candidatos, conseguido a maioria absoluta dos votos no primeiro escrutínio, tendo Licínio Pinto Leite conseguido ser eleito no desempate. Foi, assim, eleito para a Legislatura de 1882-1884, de que prestou juramento a 20 de Janeiro de 1882. Na Legislatura de 1882-1884, interveio em várias sessões, tendo-se debruçado sobre diversos assuntos. Em Fevereiro de 1882, apresentou uma renovação da iniciativa duma Proposta de Lei do Ministro da Fazenda e do Ministro das Obras Públicas, de 17 de Maio de 1879, a qual tinha por fim autorizar o Governo a isentar de diversos impostos os concessionários de construção e exploração do caminho-de-ferro de Bougado a Guimarães. Dias depois, associar-se-ia a outros Deputados para renovar um Projecto de Lei do ano anterior, de 1881, do Deputado Caetano de Andrade e Albuquerque, com o fim de proteger a cultura do chá no Continente, Ilhas Adjacentes e Colónias. Continuando as suas intervenções, nos meses seguintes, a pautarem-se pela submissão de Projectos de Lei à apreciação do Parlamento, Licínio Pinto Leite juntou-se, em Março de 1882, a Francisco José Patrício para elaborar um documento, com o objectivo de dispensar a Sociedade do Palácio de Cristal Portuense do pagamento do imposto do selo respeitante aos bilhetes e prémios de lotaria, que esta Sociedade estava autorizada a realizar. A 22 de Abril, mandou para a mesa novo Projecto de Lei, com a finalidade de autorizar o Governo a conceder o bronze necessário para uma estátua do Infante D. Henrique, que a Sociedade de Instrução do Porto projectava levantar nesta cidade. No relatório que antecedia este projecto, Licínio Pinto Leite fez um elogio do Infante, com várias notas biográficas. Na Sessão Legislativa de 1882, quando se discutia o orçamento do Ministério do Reino, o Deputado assinou uma Proposta de Lei para extensão, à Câmara Municipal do Porto e à Câmara Municipal de Vila Nova de Gaia, do princípio da proporcionalidade na questão do subsídio atribuído à Câmara Municipal de Lisboa. Assinou, ainda, uma proposta conjunta, no sentido de equiparar, em dotação, a Escola Médico-Cirúrgica do Porto à Escola Médico-Cirúrgica de Lisboa. Em Abril de 1883, o nome de Licínio Pinto Leite tornaria a aparecer entre as assinaturas de vários Projectos de Lei, relativos a diferentes interesses relacionados com o Porto, e submetidos à Câmara dos Deputados por grupos de deputados de composição diversa. Associou-se a Bernardino Luís Machado Guimarães, Francisco José Patrício, Joaquim António Gonçalves, António Cândido Gonçalves Crespo, Diogo de Macedo e Venceslau de Sousa Pereira de Lima, numa Proposta de Concessão, à Sociedade de Instrução do Porto, de terrenos da Fazenda Nacional, para a fundação dos seus institutos. A sua assinatura juntar-se-ia, também, às de Joaquim António Gonçalves, António Pereira Carrilho, Mariano Cirilo de Carvalho e Manuel Joaquim Pinheiro Chagas, num Projecto de Lei autorizando o Governo a indemnizar os donos de objectos colocados à venda na Exposição Portuguesa de Agricultura e Indústria do Rio de Janeiro em 1879, e que não tinham sido embolsados pelo produto das vendas, nem restituídos os artigos não vendidos, por falta de cumprimento das promessas e obrigações por parte da Companhia Fomentadora da Indústria e Agricultura em Portugal e nas Colónias, fundada em Lisboa em 1878. Novo Projecto de Lei seria proposto à apresentação do Parlamento, no qual o nome de Licínio Pinto Leite aparecia junto do de Venceslau de Sousa Pereira de Lima, José de Novais e Francisco Gomes Teixeira. Desta vez, o intuito deste documento era que, na Academia Politécnica do Porto, se passasse a ensinar Mineralogia, Geologia, Metalurgia e Arte de Minas na 6.ª Cadeira, em vez de na 7.ª Cadeira, como era usual. Em Maio de 1883, quando estava em discussão um Projeto de Lei relativo à construção dum porto de abrigo em Leixões ou à fundação dum estabelecimento marginal do rio Tejo para limpeza e reparação de embarcações, Licínio Pinto Leite defenderia, acerrimamente, a construção do Porto de Leixões. Considerava que este iria trazer benefícios certos e imediatos, ao nível do comércio do Porto e sua região, salientando, entre outros, a eliminação da perda de juros e mercados e de avarias e perdas de géneros causados pelas demoras nas entradas e saídas do rio Douro, o aumento do rendimento dos caminhos-de-ferro do Minho e Douro Litoral e uma provável regeneração da indústria de construção naval. Em 1884, quando se discutia o Projecto de Lei de Reforma Eleitoral, Licínio Pinto Leite propôs o aumento do número de Deputados a ser eleitos pela cidade do Porto, tendo aproveitado a ocasião para fazer um breve discurso sobre a sua opinião acerca das eleições e da composição da Câmara dos Deputados e da Câmara dos Pares. Criticou o descrédito e uma certa falta de autoridade das Câmaras eleitas, que considerava derivarem, não apenas da corrupção e intervenção de grandes influentes eleitorais, mas, também, do próprio modo português de fazer oposição, desenvolvendo guerra a tudo o quer tivesse o cunho governamental para, depois, estando no Poder, praticar o que anteriormente se condenava. No seu entender, as Câmaras enfermavam por serem compostas de muitos elementos dependentes do Governo e funcionários públicos, e defendeu a conveniência de se elegerem elementos tirados do comércio, da indústria e doutras áreas, de modo a que os vários projectos relativos à Economia do País não fossem só apreciados por meros teóricos, mas pudessem usufruir das vantagens da experiência de homens especializados nos vários assuntos. Em Abril de 1884, levaria à Câmara dos Deputados uma Representação da Sociedade de Geografia Comercial do Porto, cujo presidente era Joaquim Pedro de Oliveira Martins, pedindo a rejeição do tratado entre Portugal e o Reino da Grã-Bretanha e Irlanda sobre os domínios do rio Zaire, referindo referindo que tinha assistido à reunião no Porto em que se decidira esta Representação, apenas com o objectivo de se esclarecer sobre o assunto, salientando a sua independência política na discussão da questão. Verdade ou não esta sua afirmação de independência política, o facto é que este Membro do Partido Regenerador terá sido atraído pela grande actividade Republicana Portuense, que, desde cedo, desenvolvia críticas à política colonial dos Governos Monárquicos. A sua aproximação, pelo menos ao nível do interesse e da curiosidade, às reivindicações Republicanas, terá sido, talvez, o motivo pelo qual o nome de Licínio Pinto Leite figuraria, mais tarde, entre os nomes do apontamento feito por Augusto Alves da Veiga, com a constituição do Governo Provisório, aquando da Revolta Republicana ocorrida no Porto a 31 de janeiro de 1891. No mês de maio de 1884, Licínio Pinto Leite submeteria ao Parlamento o último Projecto de Lei da sua autoria, no qual se previa a isenção de contribuição de registo de várias inscrições de assentamento da dívida pública nacional, que Rita de Assis de Sousa Vaz deixara em Testamento, para serem administradas pela Escola Médico-Cirúrgica do Porto.
Foi novamente eleito, também pelo Círculo Eleitoral do Porto, para a Legislatura de 1896-1897, de que prestou juramento a 8 de Janeiro de 1896. Na primeira destas Legislaturas fez parte da Comissão Parlamentar de Infracções. A 24 de Março de 1896, foi nomeado para a Comissão Parlamentar destinada a representar o Parlamento na Conferência de Arbitragem e Paz a realizar-se em Budapeste, na Áustria-Hungria, e, no ano seguinte, em 1897, viria a integrar a Comissão Parlamentar do Comércio. Na Legislatura de 1896-1897, não se registaram intervenções de Licínio Pinto Leite na Câmara dos Deputados, tendo-se a sua actividade reduzido aos trabalhos das Comissões Parlamentares de que fez parte.
Casou com Maria Augusta Gonçalves (Coimbra, Sé Nova, 8 de Outubro de 1855 - ?), com geração.